# 炸糖漿甜麵圈

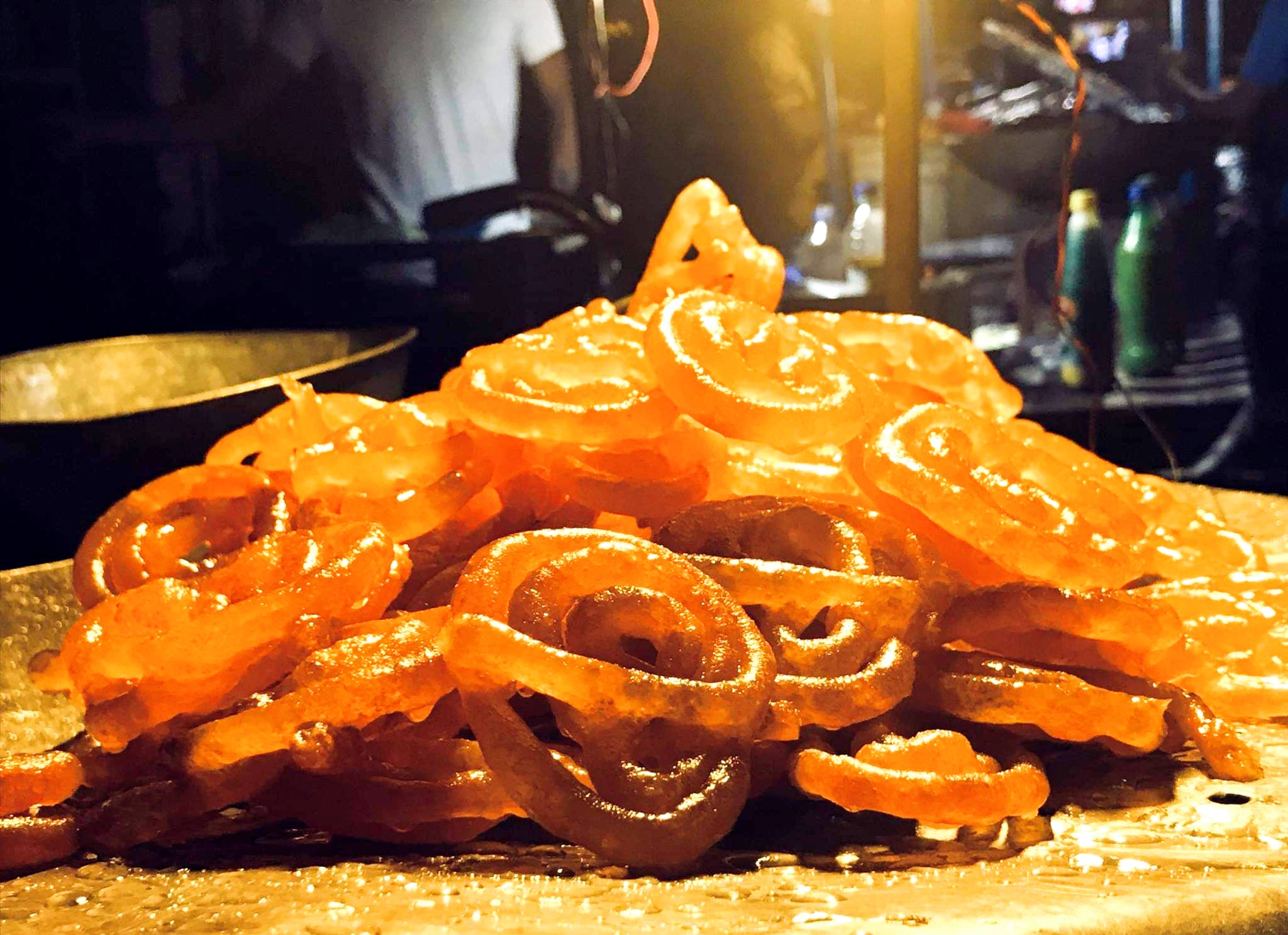
炸糖漿甜麵圈

炸糖漿甜麵圈（Jalebi, 烏爾都語: جلیبی），或稱印度糖耳朵，是一種流行於南亞、中東、非洲北部和毛里求斯的甜點。做法為將麥達麵粉和水混合成麵團，然後將其切成椒鹽卷餅形或圓形，最後放入熱油中油炸而成。由於食用分佈範圍較廣，該食品在不同的地方有不同的名字，配方、搭配的酱汁也有差异，但最著名的吃法是蘸上糖浆。
炸糖漿甜麵圈有复杂的纹理，蜜蜡般的半透明色，卖相十分好看；它的形状也很特别，是一个8字形，像一个漂亮的花环，所以常见于各种庆典，如婚礼和节日。